# Pandemia di COVID-19 in Bangladesh
Il primo caso della pandemia di COVID-19 in Bangladesh è stato confermato l'8 marzo 2020.

## Antefatti
Il 12 gennaio 2020, l'Organizzazione mondiale della sanità (OMS) ha confermato che un nuovo coronavirus era la causa di una nuova infezione polmonare che aveva colpito diversi abitanti della città di Wuhan, nella provincia cinese dell'Hubei, il cui caso era stato portato all'attenzione dell'OMS il 31 dicembre 2019.
Sebbene nel tempo il tasso di mortalità del COVID-19 si sia rivelato decisamente più basso di quello dell'epidemia di SARS che aveva imperversato nel 2003, la trasmissione del virus SARS-CoV-2, alla base del COVID-19, è risultata essere molto più ampia di quella del precedente virus del 2003, ed ha portato a un numero totale di morti molto più elevato.
Il 5 maggio 2023, l'Organizzazione mondiale della sanità dichiara ufficialmente la fine della pandemia.

## Andamento dei contagi
| Data                                                               | Data       |  | Numero di casi  | Numero di morti |
| ------------------------------------------------------------------ | ---------- |  | --------------- | --------------- |
| 08-03-2020                                                         | 08-03-2020 |  | 3(N.D.)         |                 |
| ⋮                                                                  | ⋮          |  | 3(=)            |                 |
| 15-03-2020                                                         | 15-03-2020 |  | 5(+67%)         |                 |
| 16-03-2020                                                         | 16-03-2020 |  | 8(+60%)         |                 |
| 17-03-2020                                                         | 17-03-2020 |  | 10(+25%)        |                 |
| 18-03-2020                                                         | 18-03-2020 |  | 14(+40%)        | 1(N.D.)         |
| 19-03-2020                                                         | 19-03-2020 |  | 17(+21%)        | 1(=)            |
| 20-03-2020                                                         | 20-03-2020 |  | 20(+18%)        | 1(=)            |
| 21-03-2020                                                         | 21-03-2020 |  | 24(+20%)        | 2(+100%)        |
| 22-03-2020                                                         | 22-03-2020 |  | 27(+12%)        | 2(=)            |
| 23-03-2020                                                         | 23-03-2020 |  | 33(+22%)        | 2(=)            |
| 24-03-2020                                                         | 24-03-2020 |  | 39(+18%)        | 2(=)            |
| 25-03-2020                                                         | 25-03-2020 |  | 39(=)           | 2(=)            |
| 26-03-2020                                                         | 26-03-2020 |  | 44(+13%)        | 2(=)            |
| 27-03-2020                                                         | 27-03-2020 |  | 48(+9,1%)       | 2(=)            |
| 28-03-2020                                                         | 28-03-2020 |  | 48(=)           | 2(=)            |
| 29-03-2020                                                         | 29-03-2020 |  | 48(=)           | 5(+150%)        |
| 30-03-2020                                                         | 30-03-2020 |  | 49(+2,1%)       | 5(=)            |
| 31-03-2020                                                         | 31-03-2020 |  | 51(+4,1%)       | 5(=)            |
| 01-04-2020                                                         | 01-04-2020 |  | 54(+5,9%)       | 6(+20%)         |
| 02-04-2020                                                         | 02-04-2020 |  | 56(+3,7%)       | 6(=)            |
| 03-04-2020                                                         | 03-04-2020 |  | 61(+8,9%)       | 6(=)            |
| 04-04-2020                                                         | 04-04-2020 |  | 70(+15%)        | 8(+33%)         |
| 05-04-2020                                                         | 05-04-2020 |  | 88(+26%)        | 9(+12%)         |
| 06-04-2020                                                         | 06-04-2020 |  | 123(+40%)       | 12(+33%)        |
| 07-04-2020                                                         | 07-04-2020 |  | 164(+33%)       | 17(+42%)        |
| 08-04-2020                                                         | 08-04-2020 |  | 218(+33%)       | 20(+18%)        |
| 09-04-2020                                                         | 09-04-2020 |  | 330(+51%)       | 21(+5%)         |
| 10-04-2020                                                         | 10-04-2020 |  | 424(+28%)       | 27(+29%)        |
| 11-04-2020                                                         | 11-04-2020 |  | 482(+14%)       | 30(+11%)        |
| 12-04-2020                                                         | 12-04-2020 |  | 621(+29%)       | 34(+13%)        |
| 13-04-2020                                                         | 13-04-2020 |  | 803(+29%)       | 39(+15%)        |
| 14-04-2020                                                         | 14-04-2020 |  | 1 012(+26%)     | 46(+18%)        |
| 15-04-2020                                                         | 15-04-2020 |  | 1 280(+26%)     | 50(+8,7%)       |
| 16-04-2020                                                         | 16-04-2020 |  | 1 572(+23%)     | 60(+20%)        |
| 17-04-2020                                                         | 17-04-2020 |  | 1 838(+17%)     | 75(+25%)        |
| 18-04-2020                                                         | 18-04-2020 |  | 2 144(+17%)     | 84(+12%)        |
| 19-04-2020                                                         | 19-04-2020 |  | 2 456(+15%)     | 91(+8,3%)       |
| 20-04-2020                                                         | 20-04-2020 |  | 2 948(+20%)     | 101(+11%)       |
| 21-04-2020                                                         | 21-04-2020 |  | 3 382(+15%)     | 110(+8,9%)      |
| 22-04-2020                                                         | 22-04-2020 |  | 3 772(+12%)     | 120(+9,1%)      |
| 23-04-2020                                                         | 23-04-2020 |  | 4 186(+11%)     | 127(+5,8%)      |
| 24-04-2020                                                         | 24-04-2020 |  | 4 689(+12%)     | 131(+3,1%)      |
| 25-04-2020                                                         | 25-04-2020 |  | 4 998(+6,6%)    | 140(+6,9%)      |
| 26-04-2020                                                         | 26-04-2020 |  | 5 416(+8,4%)    | 145(+3,6%)      |
| 27-04-2020                                                         | 27-04-2020 |  | 5 913(+9,2%)    | 152(+4,8%)      |
| 28-04-2020                                                         | 28-04-2020 |  | 6 462(+9,3%)    | 155(+2%)        |
| 29-04-2020                                                         | 29-04-2020 |  | 7 103(+9,9%)    | 163(+5,2%)      |
| 30-04-2020                                                         | 30-04-2020 |  | 7 667(+7,9%)    | 168(+3,1%)      |
| 01-05-2020                                                         | 01-05-2020 |  | 8 238(+7,4%)    | 170(+1,2%)      |
| 02-05-2020                                                         | 02-05-2020 |  | 8 790(+6,7%)    | 175(+2,9%)      |
| 03-05-2020                                                         | 03-05-2020 |  | 9 455(+7,6%)    | 177(+1,1%)      |
| 04-05-2020                                                         | 04-05-2020 |  | 10 143(+7,3%)   | 182(+2,8%)      |
| 05-05-2020                                                         | 05-05-2020 |  | 10 929(+7,7%)   | 183(+0,55%)     |
| 06-05-2020                                                         | 06-05-2020 |  | 11 719(+7,2%)   | 186(+1,6%)      |
| 07-05-2020                                                         | 07-05-2020 |  | 12 425(+6%)     | 199(+7%)        |
| 08-05-2020                                                         | 08-05-2020 |  | 13 134(+5,7%)   | 206(+3,5%)      |
| 09-05-2020                                                         | 09-05-2020 |  | 13 770(+4,8%)   | 214(+3,9%)      |
| 10-05-2020                                                         | 10-05-2020 |  | 14 657(+6,4%)   | 228(+6,5%)      |
| 11-05-2020                                                         | 11-05-2020 |  | 15 691(+7,1%)   | 239(+4,8%)      |
| 12-05-2020                                                         | 12-05-2020 |  | 16 660(+6,2%)   | 250(+4,6%)      |
| 13-05-2020                                                         | 13-05-2020 |  | 17 822(+7%)     | 269(+7,6%)      |
| 14-05-2020                                                         | 14-05-2020 |  | 18 863(+5,8%)   | 283(+5,2%)      |
| 15-05-2020                                                         | 15-05-2020 |  | 20 065(+6,4%)   | 298(+5,3%)      |
| 16-05-2020                                                         | 16-05-2020 |  | 20 995(+4,6%)   | 314(+5,4%)      |
| 17-05-2020                                                         | 17-05-2020 |  | 22 268(+6,1%)   | 328(+4,5%)      |
| 18-05-2020                                                         | 18-05-2020 |  | 23 870(+7,2%)   | 349(+6,4%)      |
| 19-05-2020                                                         | 19-05-2020 |  | 25 121(+5,2%)   | 370(+6%)        |
| 20-05-2020                                                         | 20-05-2020 |  | 26 738(+6,4%)   | 386(+4,3%)      |
| 21-05-2020                                                         | 21-05-2020 |  | 28 511(+6,6%)   | 408(+5,7%)      |
| 22-05-2020                                                         | 22-05-2020 |  | 30 205(+5,9%)   | 432(+5,9%)      |
| 23-05-2020                                                         | 23-05-2020 |  | 32 078(+6,2%)   | 452(+4,6%)      |
| 24-05-2020                                                         | 24-05-2020 |  | 33 610(+4,8%)   | 480(+6,2%)      |
| 25-05-2020                                                         | 25-05-2020 |  | 35 585(+5,9%)   | 501(+4,4%)      |
| 26-05-2020                                                         | 26-05-2020 |  | 36 751(+3,3%)   | 522(+4,2%)      |
| 27-05-2020                                                         | 27-05-2020 |  | 38 292(+4,2%)   | 544(+4,2%)      |
| 28-05-2020                                                         | 28-05-2020 |  | 40 321(+5,3%)   | 559(+2,8%)      |
| 29-05-2020                                                         | 29-05-2020 |  | 42 844(+6,3%)   | 582(+4,1%)      |
| 30-05-2020                                                         | 30-05-2020 |  | 44 608(+4,1%)   | 610(+4,8%)      |
| 31-05-2020                                                         | 31-05-2020 |  | 47 153(+5,7%)   | 650(+6,6%)      |
| 01-06-2020                                                         | 01-06-2020 |  | 49 534(+5%)     | 672(+3,4%)      |
| 02-06-2020                                                         | 02-06-2020 |  | 52 445(+5,9%)   | 709(+5,5%)      |
| 03-06-2020                                                         | 03-06-2020 |  | 55 140(+5,1%)   | 746(+5,2%)      |
| 04-06-2020                                                         | 04-06-2020 |  | 57 563(+4,4%)   | 781(+4,7%)      |
| 05-06-2020                                                         | 05-06-2020 |  | 60 391(+4,9%)   | 811(+3,8%)      |
| 06-06-2020                                                         | 06-06-2020 |  | 63 026(+4,4%)   | 846(+4,3%)      |
| 07-06-2020                                                         | 07-06-2020 |  | 65 769(+4,4%)   | 888(+5%)        |
| 08-06-2020                                                         | 08-06-2020 |  | 68 504(+4,2%)   | 930(+4,7%)      |
| 09-06-2020                                                         | 09-06-2020 |  | 71 675(+4,6%)   | 975(+4,8%)      |
| 10-06-2020                                                         | 10-06-2020 |  | 74 865(+4,5%)   | 1 012(+3,8%)    |
| 11-06-2020                                                         | 11-06-2020 |  | 78 052(+4,3%)   | 1 049(+3,7%)    |
| 12-06-2020                                                         | 12-06-2020 |  | 81 523(+4,4%)   | 1 095(+4,4%)    |
| 13-06-2020                                                         | 13-06-2020 |  | 84 379(+3,5%)   | 1 139(+4%)      |
| 14-06-2020                                                         | 14-06-2020 |  | 87 520(+3,7%)   | 1 171(+2,8%)    |
| 15-06-2020                                                         | 15-06-2020 |  | 90 619(+3,5%)   | 1 209(+3,2%)    |
| 16-06-2020                                                         | 16-06-2020 |  | 94 481(+4,3%)   | 1 262(+4,4%)    |
| 17-06-2020                                                         | 17-06-2020 |  | 98 489(+4,2%)   | 1 305(+3,4%)    |
| 18-06-2020                                                         | 18-06-2020 |  | 102 292(+3,9%)  | 1 343(+2,9%)    |
| 19-06-2020                                                         | 19-06-2020 |  | 105 535(+3,2%)  | 1 388(+3,4%)    |
| 20-06-2020                                                         | 20-06-2020 |  | 108 775(+3,1%)  | 1 425(+2,7%)    |
| 21-06-2020                                                         | 21-06-2020 |  | 112 306(+3,2%)  | 1 464(+2,7%)    |
| 22-06-2020                                                         | 22-06-2020 |  | 115 786(+3,1%)  | 1 502(+2,6%)    |
| 23-06-2020                                                         | 23-06-2020 |  | 119 198(+2,9%)  | 1 545(+2,9%)    |
| 24-06-2020                                                         | 24-06-2020 |  | 122 660(+2,9%)  | 1 582(+2,4%)    |
| 25-06-2020                                                         | 25-06-2020 |  | 126 606(+3,2%)  | 1 621(+2,5%)    |
| 26-06-2020                                                         | 26-06-2020 |  | 130 474(+3,1%)  | 1 661(+2,5%)    |
| 27-06-2020                                                         | 27-06-2020 |  | 133 978(+2,7%)  | 1 695(+2%)      |
| 28-06-2020                                                         | 28-06-2020 |  | 137 787(+2,8%)  | 1 738(+2,5%)    |
| 29-06-2020                                                         | 29-06-2020 |  | 141 801(+2,9%)  | 1 783(+2,6%)    |
| 30-06-2020                                                         | 30-06-2020 |  | 145 483(+2,6%)  | 1 847(+3,6%)    |
| 01-07-2020                                                         | 01-07-2020 |  | 149 258(+2,6%)  | 1 888(+2,2%)    |
| 02-07-2020                                                         | 02-07-2020 |  | 153 277(+2,7%)  | 1 926(+2%)      |
| 03-07-2020                                                         | 03-07-2020 |  | 156 391(+2%)    | 1 968(+2,2%)    |
| 04-07-2020                                                         | 04-07-2020 |  | 159 679(+2,1%)  | 1 997(+1,5%)    |
| 05-07-2020                                                         | 05-07-2020 |  | 162 417(+1,7%)  | 2 052(+2,8%)    |
| 06-07-2020                                                         | 06-07-2020 |  | 165 618(+2%)    | 2 096(+2,1%)    |
| 07-07-2020                                                         | 07-07-2020 |  | 168 645(+1,8%)  | 2 151(+2,6%)    |
| 08-07-2020                                                         | 08-07-2020 |  | 172 134(+2,1%)  | 2 197(+2,1%)    |
| 09-07-2020                                                         | 09-07-2020 |  | 175 494(+2%)    | 2 238(+1,9%)    |
| 10-07-2020                                                         | 10-07-2020 |  | 178 443(+1,7%)  | 2 275(+1,7%)    |
| 11-07-2020                                                         | 11-07-2020 |  | 181 129(+1,5%)  | 2 305(+1,3%)    |
| 12-07-2020                                                         | 12-07-2020 |  | 183 795(+1,5%)  | 2 352(+2%)      |
| 13-07-2020                                                         | 13-07-2020 |  | 186 894(+1,7%)  | 2 391(+1,7%)    |
| 14-07-2020                                                         | 14-07-2020 |  | 190 057(+1,7%)  | 2 424(+1,4%)    |
| 15-07-2020                                                         | 15-07-2020 |  | 193 590(+1,9%)  | 2 457(+1,4%)    |
| 16-07-2020                                                         | 16-07-2020 |  | 196 323(+1,4%)  | 2 496(+1,6%)    |
| 17-07-2020                                                         | 17-07-2020 |  | 199 357(+1,5%)  | 2 547(+2%)      |
| 18-07-2020                                                         | 18-07-2020 |  | 202 066(+1,4%)  | 2 581(+1,3%)    |
| 19-07-2020                                                         | 19-07-2020 |  | 204 525(+1,2%)  | 2 618(+1,4%)    |
| 20-07-2020                                                         | 20-07-2020 |  | 207 420(+1,4%)  | 2 659(+1,6%)    |
| 21-07-2020                                                         | 21-07-2020 |  | 210 525(+1,5%)  | 2 709(+1,9%)    |
| 22-07-2020                                                         | 22-07-2020 |  | 213 254(+1,3%)  | 2 751(+1,6%)    |
| 23-07-2020                                                         | 23-07-2020 |  | 216 110(+1,3%)  | 2 801(+1,8%)    |
| 24-07-2020                                                         | 24-07-2020 |  | 218 658(+1,2%)  | 2 836(+1,2%)    |
| 25-07-2020                                                         | 25-07-2020 |  | 221 178(+1,2%)  | 2 874(+1,3%)    |
| 26-07-2020                                                         | 26-07-2020 |  | 223 453(+1%)    | 2 928(+1,9%)    |
| 27-07-2020                                                         | 27-07-2020 |  | 226 225(+1,2%)  | 2 965(+1,3%)    |
| 28-07-2020                                                         | 28-07-2020 |  | 229 185(+1,3%)  | 3 000(+1,2%)    |
| 29-07-2020                                                         | 29-07-2020 |  | 232 194(+1,3%)  | 3 035(+1,2%)    |
| 30-07-2020                                                         | 30-07-2020 |  | 234 889(+1,2%)  | 3 083(+1,6%)    |
| 31-07-2020                                                         | 31-07-2020 |  | 237 661(+1,2%)  | 3 111(+0,91%)   |
| 01-08-2020                                                         | 01-08-2020 |  | 239 740(+0,87%) | 3 132(+0,68%)   |
| 02-08-2020                                                         | 02-08-2020 |  | 240 746(+0,42%) | 3 154(+0,7%)    |
| 03-08-2020                                                         | 03-08-2020 |  | 242 102(+0,56%) | 3 184(+0,95%)   |
| 04-08-2020                                                         | 04-08-2020 |  | 244 020(+0,79%) | 3 234(+1,6%)    |
| 05-08-2020                                                         | 05-08-2020 |  | 246 674(+1,1%)  | 3 267(+1%)      |
| 06-08-2020                                                         | 06-08-2020 |  | 249 204(+1%)    | 3 306(+1,2%)    |
| 07-08-2020                                                         | 07-08-2020 |  | 252 502(+1,3%)  | 3 333(+0,82%)   |
| 08-08-2020                                                         | 08-08-2020 |  | 255 113(+1%)    | 3 365(+0,96%)   |
| 09-08-2020                                                         | 09-08-2020 |  | 257 600(+0,97%) | 3 399(+1%)      |
| 10-08-2020                                                         | 10-08-2020 |  | 260 507(+1,1%)  | 3 438(+1,1%)    |
| 11-08-2020                                                         | 11-08-2020 |  | 263 503(+1,2%)  | 3 471(+0,96%)   |
| 12-08-2020                                                         | 12-08-2020 |  | 266 498(+1,1%)  | 3 513(+1,2%)    |
| 13-08-2020                                                         | 13-08-2020 |  | 269 115(+0,98%) | 3 557(+1,3%)    |
| 14-08-2020                                                         | 14-08-2020 |  | 271 881(+1%)    | 3 591(+0,96%)   |
| 15-08-2020                                                         | 15-08-2020 |  | 274 525(+0,97%) | 3 625(+0,95%)   |
| 16-08-2020                                                         | 16-08-2020 |  | 276 549(+0,74%) | 3 657(+0,88%)   |
| 17-08-2020                                                         | 17-08-2020 |  | 279 144(+0,94%) | 3 694(+1%)      |
| 18-08-2020                                                         | 18-08-2020 |  | 282 344(+1,1%)  | 3 740(+1,2%)    |
| 19-08-2020                                                         | 19-08-2020 |  | 285 091(+0,97%) | 3 781(+1,1%)    |
| 20-08-2020                                                         | 20-08-2020 |  | 287 959(+1%)    | 3 822(+1,1%)    |
| 21-08-2020                                                         | 21-08-2020 |  | 290 360(+0,83%) | 3 861(+1%)      |
| 22-08-2020                                                         | 22-08-2020 |  | 292 625(+0,78%) | 3 907(+1,2%)    |
| 23-08-2020                                                         | 23-08-2020 |  | 294 598(+0,67%) | 3 941(+0,87%)   |
| 24-08-2020                                                         | 24-08-2020 |  | 297 083(+0,84%) | 3 983(+1,1%)    |
| 25-08-2020                                                         | 25-08-2020 |  | 299 628(+0,86%) | 4 028(+1,1%)    |
| 26-08-2020                                                         | 26-08-2020 |  | 302 147(+0,84%) | 4 082(+1,3%)    |
| 27-08-2020                                                         | 27-08-2020 |  | 304 583(+0,81%) | 4 127(+1,1%)    |
| 28-08-2020                                                         | 28-08-2020 |  | 306 794(+0,73%) | 4 174(+1,1%)    |
| 29-08-2020                                                         | 29-08-2020 |  | 308 925(+0,69%) | 4 206(+0,77%)   |
| 30-08-2020                                                         | 30-08-2020 |  | 310 822(+0,61%) | 4 248(+1%)      |
| 31-08-2020                                                         | 31-08-2020 |  | 312 996(+0,7%)  | 4 281(+0,78%)   |
| 01-09-2020                                                         | 01-09-2020 |  | 314 946(+0,62%) | 4 316(+0,82%)   |
| 02-09-2020                                                         | 02-09-2020 |  | 317 528(+0,82%) | 4 351(+0,81%)   |
| 03-09-2020                                                         | 03-09-2020 |  | 319 686(+0,68%) | 4 383(+0,74%)   |
| 04-09-2020                                                         | 04-09-2020 |  | 321 615(+0,6%)  | 4 412(+0,66%)   |
| 05-09-2020                                                         | 05-09-2020 |  | 323 565(+0,61%) | 4 447(+0,79%)   |
| 06-09-2020                                                         | 06-09-2020 |  | 325 157(+0,49%) | 4 479(+0,72%)   |
| 07-09-2020                                                         | 07-09-2020 |  | 327 359(+0,68%) | 4 516(+0,83%)   |
| 08-09-2020                                                         | 08-09-2020 |  | 329 251(+0,58%) | 4 552(+0,8%)    |
| 09-09-2020                                                         | 09-09-2020 |  | 331 078(+0,55%) | 4 593(+0,9%)    |
| 10-09-2020                                                         | 10-09-2020 |  | 332 970(+0,57%) | 4 634(+0,89%)   |
| 11-09-2020                                                         | 11-09-2020 |  | 334 762(+0,54%) | 4 668(+0,73%)   |
| 12-09-2020                                                         | 12-09-2020 |  | 336 044(+0,38%) | 4 702(+0,73%)   |
| 13-09-2020                                                         | 13-09-2020 |  | 337 520(+0,44%) | 4 733(+0,66%)   |
| 14-09-2020                                                         | 14-09-2020 |  | 339 332(+0,54%) | 4 759(+0,55%)   |
| 15-09-2020                                                         | 15-09-2020 |  | 341 056(+0,51%) | 4 802(+0,9%)    |
| 16-09-2020                                                         | 16-09-2020 |  | 342 671(+0,47%) | 4 823(+0,44%)   |
| 17-09-2020                                                         | 17-09-2020 |  | 344 264(+0,46%) | 4 859(+0,75%)   |
| 18-09-2020                                                         | 18-09-2020 |  | 345 805(+0,45%) | 4 881(+0,45%)   |
| 19-09-2020                                                         | 19-09-2020 |  | 347 372(+0,45%) | 4 913(+0,66%)   |
| 20-09-2020                                                         | 20-09-2020 |  | 348 918(+0,45%) | 4 939(+0,53%)   |
| 21-09-2020                                                         | 21-09-2020 |  | 350 621(+0,49%) | 4 979(+0,81%)   |
| 22-09-2020                                                         | 22-09-2020 |  | 352 178(+0,44%) | 5 007(+0,56%)   |
| 23-09-2020                                                         | 23-09-2020 |  | 353 844(+0,47%) | 5 044(+0,74%)   |
| 24-09-2020                                                         | 24-09-2020 |  | 355 384(+0,44%) | 5 072(+0,56%)   |
| 25-09-2020                                                         | 25-09-2020 |  | 356 767(+0,39%) | 5 093(+0,41%)   |
| 26-09-2020                                                         | 26-09-2020 |  | 357 873(+0,31%) | 5 129(+0,71%)   |
| 27-09-2020                                                         | 27-09-2020 |  | 359 148(+0,36%) | 5 161(+0,62%)   |
| 28-09-2020                                                         | 28-09-2020 |  | 360 555(+0,39%) | 5 193(+0,62%)   |
| 29-09-2020                                                         | 29-09-2020 |  | 362 043(+0,41%) | 5 219(+0,5%)    |
| 30-09-2020                                                         | 30-09-2020 |  | 363 479(+0,4%)  | 5 251(+0,61%)   |
| 01-10-2020                                                         | 01-10-2020 |  | 364 987(+0,41%) | 5 272(+0,4%)    |
| 02-10-2020                                                         | 02-10-2020 |  | 366 383(+0,38%) | 5 305(+0,63%)   |
| 03-10-2020                                                         | 03-10-2020 |  | 367 565(+0,32%) | 5 325(+0,38%)   |
| 04-10-2020                                                         | 04-10-2020 |  | 368 690(+0,31%) | 5 348(+0,43%)   |
| 05-10-2020                                                         | 05-10-2020 |  | 370 132(+0,39%) | 5 375(+0,5%)    |
| 06-10-2020                                                         | 06-10-2020 |  | 371 631(+0,4%)  | 5 405(+0,56%)   |
| 07-10-2020                                                         | 07-10-2020 |  | 373 151(+0,41%) | 5 440(+0,65%)   |
| 08-10-2020                                                         | 08-10-2020 |  | 374 592(+0,39%) | 5 460(+0,37%)   |
| 09-10-2020                                                         | 09-10-2020 |  | 375 870(+0,34%) | 5 477(+0,31%)   |
| 10-10-2020                                                         | 10-10-2020 |  | 377 073(+0,32%) | 5 500(+0,42%)   |
| 11-10-2020                                                         | 11-10-2020 |  | 378 266(+0,32%) | 5 524(+0,44%)   |
| 12-10-2020                                                         | 12-10-2020 |  | 379 738(+0,39%) | 5 555(+0,56%)   |
| 13-10-2020                                                         | 13-10-2020 |  | 381 275(+0,4%)  | 5 577(+0,4%)    |
| 14-10-2020                                                         | 14-10-2020 |  | 382 959(+0,44%) | 5 593(+0,29%)   |
| 15-10-2020                                                         | 15-10-2020 |  | 384 559(+0,42%) | 5 608(+0,27%)   |
| 16-10-2020                                                         | 16-10-2020 |  | 386 086(+0,4%)  | 5 623(+0,27%)   |
| 17-10-2020                                                         | 17-10-2020 |  | 387 295(+0,31%) | 5 646(+0,41%)   |
| 18-10-2020                                                         | 18-10-2020 |  | 388 569(+0,33%) | 5 660(+0,25%)   |
| 19-10-2020                                                         | 19-10-2020 |  | 390 206(+0,42%) | 5 681(+0,37%)   |
| 20-10-2020                                                         | 20-10-2020 |  | 391 586(+0,35%) | 5 699(+0,32%)   |
| 21-10-2020                                                         | 21-10-2020 |  | 393 131(+0,39%) | 5 723(+0,42%)   |
| 22-10-2020                                                         | 22-10-2020 |  | 394 827(+0,43%) | 5 747(+0,42%)   |
| 23-10-2020                                                         | 23-10-2020 |  | 396 413(+0,4%)  | 5 761(+0,24%)   |
| 24-10-2020                                                         | 24-10-2020 |  | 397 507(+0,28%) | 5 780(+0,33%)   |
| 25-10-2020                                                         | 25-10-2020 |  | 398 815(+0,33%) | 5 803(+0,4%)    |
| 26-10-2020                                                         | 26-10-2020 |  | 400 251(+0,36%) | 5 818(+0,26%)   |
| 27-10-2020                                                         | 27-10-2020 |  | 401 586(+0,33%) | 5 838(+0,34%)   |
| Fonti: - Ministero della sanità - Ultimo aggiornamento: 27.10.2020 |            |  |                 |                 |

## Cronologia

### Gennaio e Febbraio
Il 22 gennaio, le autorità dell'aeroporto di Dhaka hanno messo in allerta gli aeroporti, introducendo dei controlli per i viaggiatori provenienti dalla Cina.
Il 1º febbraio, un volo speciale dal Bangladesh ha evacuato 312 cittadini bloccati a Wuhan. Gli sfollati furono messi in quarantena per 14 giorni nel campo di Ashkona Hajj a Dhaka e in altre località. Nessuno di essi è risultato positivo al coronavirus.

### Marzo
L'8 marzo sono stati confermati i primi tre casi di coronavirus, si trattava di due uomini che erano tornati di recente dall'Italia e una parente di sesso femminile. Lo stesso giorno, il governo ha deciso di ridimensionare la grande cerimonia prevista per il centenario della nascita dello sceicco Mujibur Rahman il 17 marzo
Il 15 marzo, 142 passeggeri sono rientrati dall'Italia, sono stati portati nel campo di Ashkona Hajj. Dopo essersi lamentati delle condizioni antigieniche lì, a molti di loro è stato permesso di tornare a casa con il consiglio di autoisolarsi. Gli esperti sanitari hanno espresso serie riserve sull'azione.
Il 18 marzo, il Bangladesh ha riportato la sua prima morte per coronavirus. Il paziente aveva più di 70 anni e presentava altre patologie. Alla fine di marzo il Bangladesh aveva riportato 51 casi confermati e cinque morti.

### Aprile
Il 5 aprile, il Bangladesh ha segnalato 18 nuovi casi, che rappresentavano un aumento del 26% rispetto al giorno precedente. Da allora fino ai giorni nostri, gli aumenti giornalieri hanno superato il 20%, rappresentando un brusco aumento dei casi. Il Bangladesh ha suprrato supera la cifra di 100 casi confermati il 6 aprile e quella dei 1.000 casi confermati il 14 aprile.

### Maggio
Il 4 maggio, i casi confermati hanno superato quota 10.000.

### Giugno
Il 13 giugno, il Bangladesh ha superato la Cina per numero di casi confermati.

## Risposta del governo

### Evacuazione
Il 31 gennaio, un volo speciale della Biman Bangladesh Airlines, con a bordo tre medici, un'infermiera e le attrezzature mediche necessarie è partito per Wuhan, in Cina, per evacuare i cittadini del Bangladesh bloccati.
Il 1º febbraio, 312 cittadini del Bangladesh (di cui 297 adulti e 15 bambini) bloccati a Wuhan, in Cina, sono stati evacuati e riportati in Bangladesh. La maggior parte dei bengalesi erano studenti, dottorandi e ricercatori di diverse università della provincia dell'Hubei, epicentro dell'epidemia. La maggior parte di essi furono messi in quarantena per 14 giorni al campo di Hajj ad Ashkona a Dacca e alcuni all'ospedale militare prima di essere rilasciati due settimane dopo. Nessuno di questi rimpatriati è risultato positivo al coronavirus.

### Restrizioni d'ingresso e di viaggio
Il 22 gennaio, le autorità dell'aeroporto internazionale Hazrat Shahjalal (HSIA) di Dhaka hanno riferito di aver messo in allarme gli aeroporti per prevenire la diffusione del coronavirus in Bangladesh, sottoponendo a screening i viaggiatori provenienti dalla Cina, dove a quel tempo il virus aveva infettato quasi 300 persone.
Il 2 febbraio il governo del Bangladesh ha deciso di sospendere i visti in arrivo per i visitatori cinesi. Il porto di Chittagong ha anche annunciato che, come misura precauzionale, per prevenire la diffusione del coronavirus dalle navi che portano merci da tutto il mondo, un ufficiale sanitario avrebbe esaminato tutti i marinai delle navi provenienti dai paesi dell'Asia orientale.
Il 14 marzo i visti sono stati sospesi per tutti i paesi e sono stati sospesi tutti i voli da tutti i paesi europei, escluso il Regno Unito.

### Test
| Totale test eseguiti        | 519,503 |
| --------------------------- | ------- |
| Test per milione d'abitanti | 3,158   |
| Tested ultime 24 ore        | 15,038  |
| Positivi totali             | 90,619  |

### Disinformazione
Alcune persone sono state arrestate per presunta diffusione di informazioni false sulla pandemia di coronavirus.
Secondo Human Rights Watch, "Dalla metà di marzo 2020, le autorità hanno apparentemente arrestato almeno una dozzina di persone, tra cui un medico, attivisti dell'opposizione e studenti, per i loro commenti sul coronavirus, la maggior parte dei quali ai sensi della draconiana legge sulla sicurezza digitale.

## Impatto economico
Nonostante le fabbriche di abbigliamento siano state autorizzate a continuare a operare sotto il blocco del paese, si stima che un milione di lavoratori del settore dell'abbigliamento, o un quarto della forza lavoro, abbia perso il lavoro a causa del declino degli ordini per l'esportazione.
Il 5 aprile, il primo ministro Sheikh Hasina ha annunciato un pacchetto di incentivi per un importo di circa 8 miliardi di dollari.